# شازا
شازا  هي بلدية في اليابان، وبلدة في اليابان، تقع في ناغاساكي، ومقاطعة كيتا ماتسورا، بلغ عدد سكانها 13,676  نسمة وذلك حسب إحصائيات سنة 2018، تبلغ مساحتها 32.27 كيلومتر مربع.